# Lenadelta

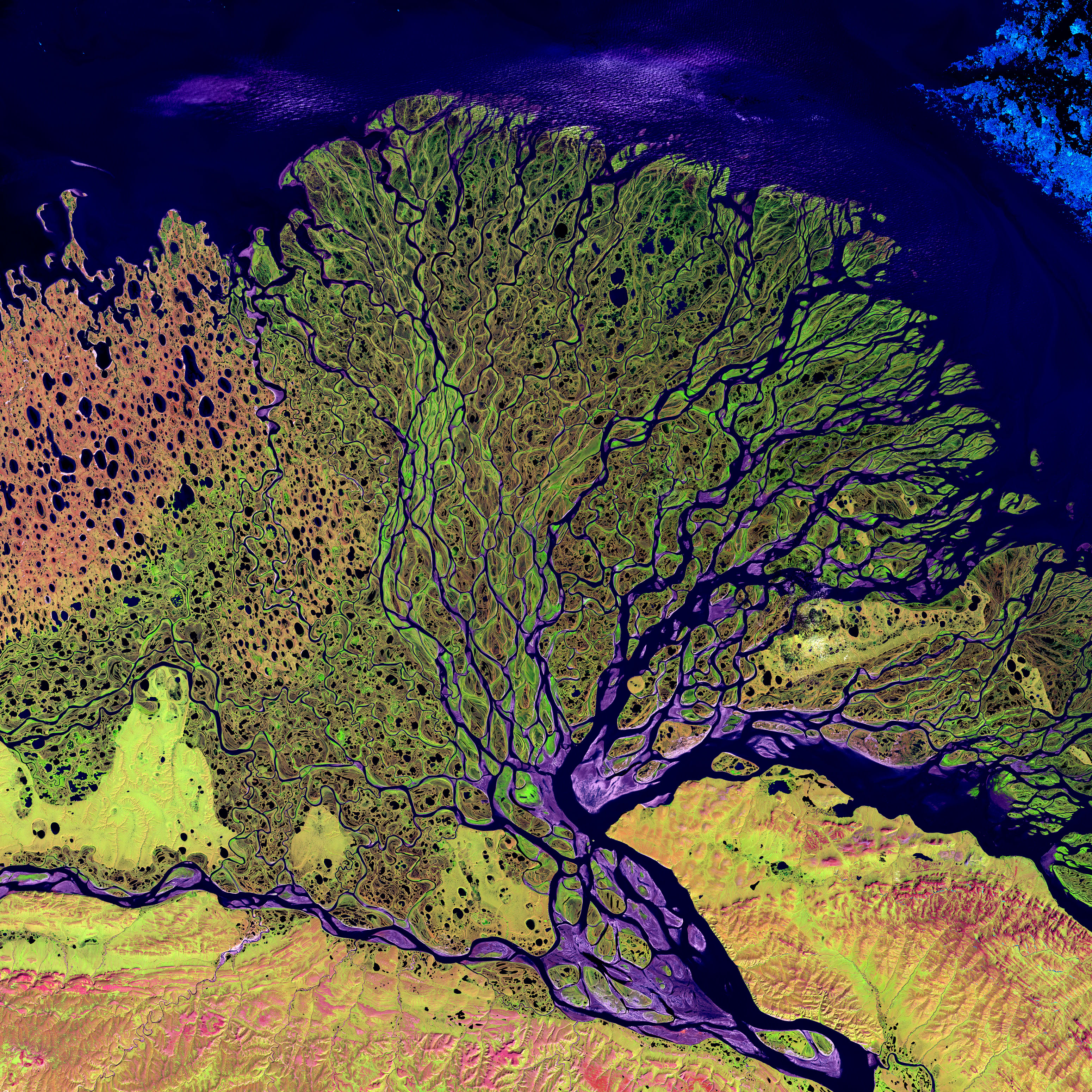
Infrarot-Satellitenbild des Lenadeltas

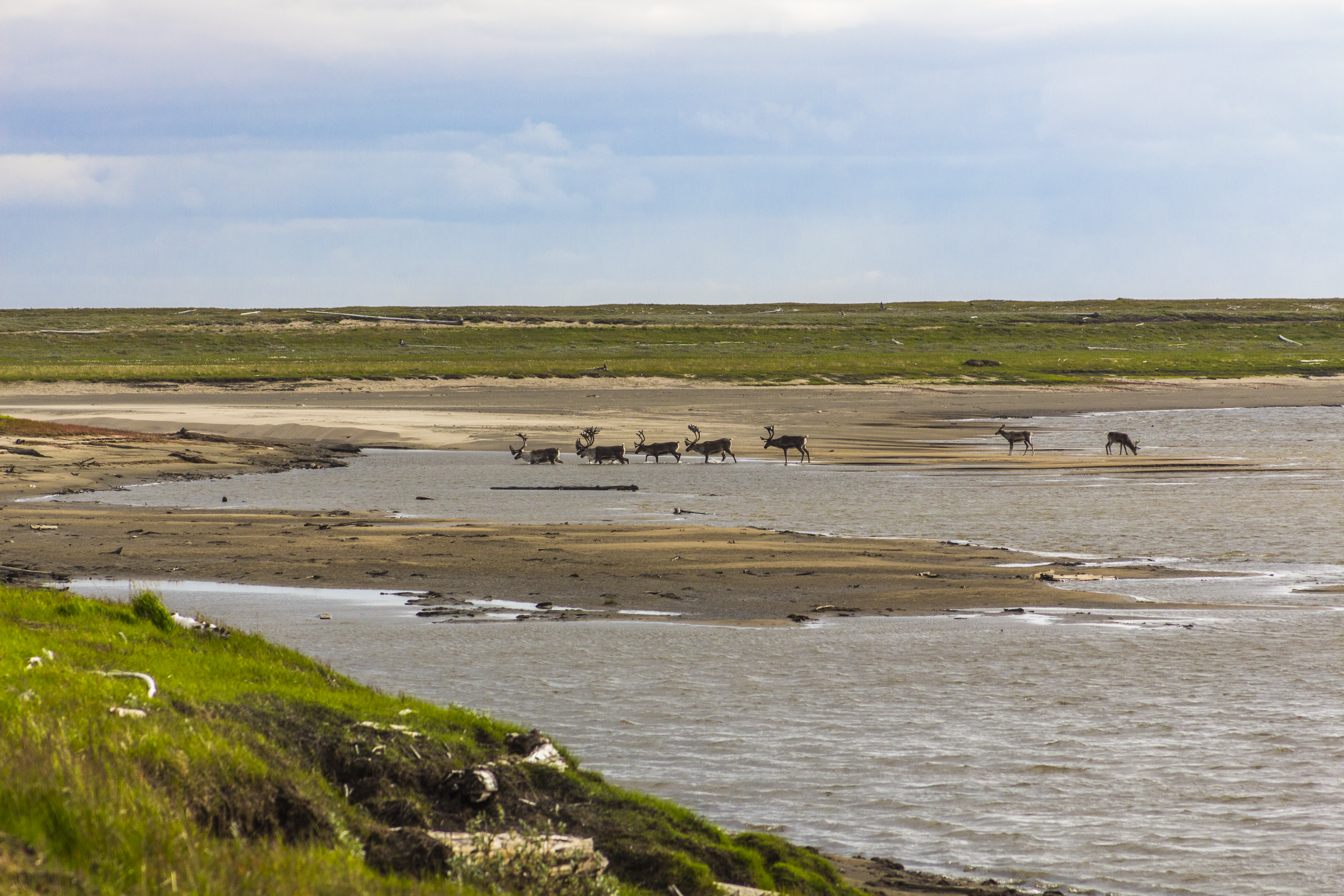
Rentiere an der Protoka Tumatskaja

Das Lenadelta ist das weitverzweigte Mündungsdelta des sibirischen Flusses Lena in der russischen Republik Sacha (Jakutien) und ist mit 32.000 km² Fläche das größte Flussdelta in der Arktis.

## Geographie
Das Lenadelta liegt durchschnittlich etwas mehr als 600 km nördlich des nördlichen Polarkreises und reicht etwa 150 km in die Laptewsee hinein, ein Randmeer des Nordpolarmeers (auch Nördliches Eismeer genannt). Südlich des Deltas liegen die Nordausläufer des Werchojansker Gebirges und südwestlich die Czekanowskiberge. Zwischen beiden Gebirgen hindurch fließt die von Süden kommende Lena in das Delta ein und fächert sich in etwa 150 Arme auf. Der 134 km lange Hauptarm Protoka Trofimowskaja, der 70 % des Lenawassers führt, macht einen scharfen Knick nach Osten. Bedeutende Nebenarme sind die Protoka Bykowskaja (106 km) im Südosten, die für den Verkehr zum Hafen Tiksi, dem wichtigsten der Republik Sacha (Jakutien), von Bedeutung ist, die Protoka Tumatskaja (149 km) im Norden und die Protoka Olenjokskaja (208 km) im Westen.
Innerhalb des Mündungsdeltas umfließt das Lenawasser zunächst die Insel Stolb, einen Härtling, der durch das Wasser vom Charaulachrücken abgetrennt wurde. Im weiteren Verlauf wird das Lenadelta von Teilsträngen, Seen und über 1500 Inseln charakterisiert, die permanent ihre Umrisse ändern.
Geomorphologisch lässt sich das Delta in drei Terrassen aufteilen: Die erste umfasst Flussauen mit einem Höhenniveau zwischen 1 m und 12 m, die den Hauptteil des östlichen Deltas zwischen der Protoka Tumatskaja und der Protoka Bykowskaja ausmachen. Dieser Teil des Deltas ist der jüngste und entstand im mittleren Holozän. Der westliche Sektor zwischen der Protoka Tumatskaja und der Protoka Olenjokskaja wird von sandigen Inseln gebildet, deren größte die Insel Arga mit einem Durchmesser von 110 km ist. Diese bildet den größten Teil der in der Zeit vom späten Pleistozän bis frühen Holozän geformten zweiten Terrasse mit einem Höhenniveau von 11 m bis 30 m. Die dritte Terrasse bilden Inseln (z. B. Chardan, Kurungnach und Sobo) am südlichen Deltarand, wo sandige Sedimente von eisreichen Torf-Sand-Gemischen bedeckt sind. Hier wird ein Höhenniveau zwischen 30 m und 60 m erreicht; maximal sind die dortigen Inseln Sobo 42 m und Chardan 66 m hoch.

## Klima
Das Lenadelta besitzt ein arktisches Kontinentalklima mit einer über das Jahr gemittelten Temperaturen von −13 °C (Januar: −32 °C, Juli: 6,5 °C). Die Niederschlagsmenge ist mit 190 mm pro Jahr gering. Der Boden ist bis in eine Tiefe von 500 bis 600 m dauerhaft gefroren (Permafrost). Der Auftauboden hat im kurzen Sommer eine Dicke von 30 bis 50 cm.

## Geschichte
Das größte indigene Volk im Gebiet des Lenadeltas sind die Jakuten. Als erste Europäer erreichten die Kosaken Ilja Perfiljew und Iwan Rebrow im Jahre 1634 die Lenamündung.
Erstmals beschrieben und kartographiert wurde das Lenadelta während der Zweiten Kamtschatkaexpedition (auch Große Nordische Expedition genannt) unter dem russischen Entdecker und Polarforscher Wassili Prontschischtschew (1702–1736) im August 1735.
Im September 1881 landeten zwei Boote mit Schiffbrüchigen der US-amerikanischen Polarexpedition mit der Jeannette im Lenadelta. Der Expeditionsleiter George Washington DeLong verhungerte mit elf weiteren Männern auf der vergeblichen Suche nach bewohnten Ortschaften.
Von 1882 bis 1884 befand sich auf der Insel Sagastyr eine arktische Forschungsstation, die Russland im Rahmen des Ersten Internationalen Polarjahrs eingerichtet hatte. Dort nahmen während der damaligen Expedition ins Lenadelta der Expeditionsleiter Stabskapitän Nikolai Jürgens (1847–1898), der Arzt Alexander von Bunge (1851–1930) und der Mathematiker Adolph Eigner (1854–?) regelmäßige meteorologische und erdmagnetische Beobachtungen vor.
Die Forschungsstation auf der Insel Samoilow, die im Rahmen einer russisch-deutschen Kooperation auch von Wissenschaftlern des Alfred-Wegener-Instituts genutzt wird, ist im Jahr 2013 durch einen modernen Neubau ersetzt worden.

## Schutzgebiete
Im Lenadelta befinden sich der Ust-Lenski-Sapowednik (14.330 km²) und der kontinentale Teil von Russlands größtem Naturschutzgebiet, dem Lena-Delta-Reservat (ca. 60.000 km²). Dort leben zahlreiche seltene Wasservögel.